# Pilou (tissu)
Pour les articles homonymes, voir Pilou (homonymie).
Le pilou est un tissu pelucheux créé à partir de coton.
Il peut notamment servir à la confection de vêtements d'intérieur tels que le pyjama ou encore la combinaison de nuit.